# Macchia Grande di Focene e Macchia dello Stagneto
Macchia Grande di Focene e Macchia dello Stagneto este o arie protejată (arie specială de conservare — SAC, sit de importanță comunitară — SCI) din Italia întinsă pe o suprafață de 317 ha, integral pe uscat.

## Localizare
Centrul sitului Macchia Grande di Focene e Macchia dello Stagneto este situat la coordonatele 41°49′38″N 12°13′00″E / 41.827222°N 12.216667°E.

## Înființare
Situl Macchia Grande di Focene e Macchia dello Stagneto a fost declarat sit de importanță comunitară în iunie 1995 pentru a proteja 35 de specii de animale. Situl a fost protejat și ca arie specială de conservare în octombrie 2017.

## Biodiversitate
Situată în ecoregiunea mediteraneană, aria protejată conține 10 habitate naturale: Păduri de Quercus ilex și Quercus rotundifolia, Pășuni mediteraneene udate de apa mării (Juncetalia maritimi), Dune mobile de-a lungul țărmului cu Ammophila arenaria („dune albe”), Dune de pe litoral fixate cu Crucianellion maritimae, Dune cu vegetație ierboasă Malcolmietalia, Dune de coastă cu Juniperus spp., Dune împădurite cu Pinus pinea și/sau Pinus pinaster, Vegetație anuală la limita mareei, Dune mobile cu vegetație embrionară, Dune cu tufărișuri sclerofile Cisto-Lavenduletalia.
La baza desemnării sitului se află mai multe specii protejate:
- păsări (31): privighetoare-de-baltă (Acrocephalus melanopogon), pescăruș albastru (Alcedo atthis), fâsă-de-câmp (Anthus campestris), egretă mare (Ardea alba), ciuf de câmp (Asio flammeus), buhai de baltă (Botaurus stellaris), ciocârlie-cu-degete-scurte (Calandrella brachydactyla), caprimulg (Caprimulgus europaeus),  prundaș gulerat mic (Charadrius dubius), chirighiță neagră (Chlidonias niger), erete de stuf (Circus aeruginosus), erete vânăt (Circus cyaneus), egretă mică (Egretta garzetta), șoim de iarnă (Falco columbarius), pescăriță râzătoare (Gelochelidon nilotica), piciorong (Himantopus himantopus), stârc pitic (Ixobrychus minutus), sfrâncioc roșiatic (Lanius collurio), ciocârlie de pădure (Lullula arborea), Numenius phaeopus, stârc de noapte (Nycticorax nycticorax), vultur pescar (Pandion haliaetus), Phalacrocorax carbo sinensis, lopătar (Platalea leucorodia), cresteț pestriț (Porzana porzana), ciocântors (Recurvirostra avosetta), chiră de baltă (Sterna hirundo), chiră mică (Sternula albifrons), chiră de mare (Thalasseus sandvicensis), fluierar de mlaștină (Tringa glareola), Zapornia parva
- nevertebrate (1): croitorul mare al stejarului (Cerambyx cerdo)
- reptile (3): șarpele cu patru dungi (Elaphe quatuorlineata), țestoasa de baltă (Emys orbicularis), țestoasă bănățeană (Testudo hermanni)

Pe lângă speciile protejate, pe teritoriul sitului au mai fost identificate 1 specie de plante, 2 specii de mamifere, 3 specii de nevertebrate.